# Dialectos Rup

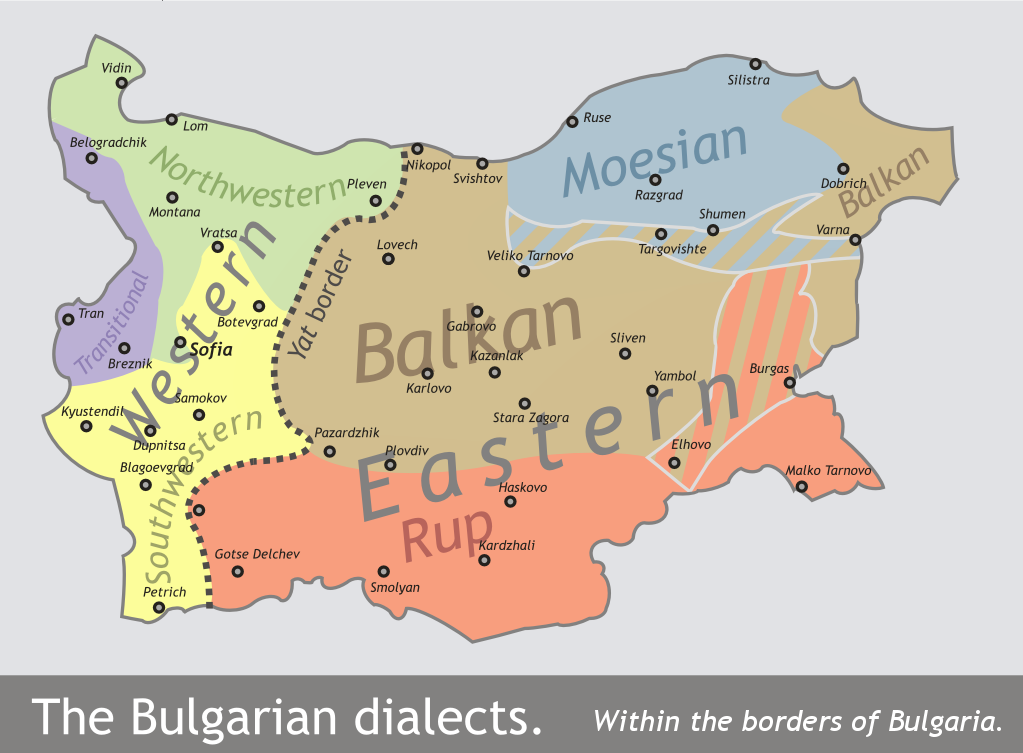
Mapa de los dialectos búlgaros dentro de Bulgaria

Los dialectos Rup, o dialectos sureños, son un grupo de dialectos del búlgaro ubicados en la frontera yat, formando parte de los dialectos búlgaros orientales. La distribución de estos dialectos incluye la parte septentrional de Tracia, como Strandzha, la región de Haskovo, las montañas Ródope y la mitad oriental de la provincia de Blagoevgrad. Antes de las guerras balcánicas y la Primera Guerra Mundial , el grupo de dialectos abarcaban un territorio mucho mayor, incluyendo vastas áreas es Tracia oriental, Tracia occidental, y la parte oriental de la Macedonia griega. Luego de las guerras, la mayoría de la población búlgara de esas regiones fue expulsada y reubicada en Bulgaria, y en la actualidad los dialectos Rup se hablan fuera de Bulgaria únicamente por los búlgaros musulmanes (Pomaks) en Tracia occidental, Grecia. A diferencia de los dialectos del noroeste, o dialectos balcánicos, los incluidos en el grupo Rup no presentan uniformidad, y tienes importantes características fonológicas distintivas. Lo que los mantiene como grupo es el vasto conjunto de herencias de la vieja iglesia eslava ѣ (yat). Allí donde los dialectos occidentales usan solo [ɛ] para yat en cualquier posición, y los dialectos balcánicos usan [ʲa] o [ɛ], según el carácter de la sílaba siguiente, los dialectos Rup presentan una serie de diferentes inflexiones, ninguna de las cuales se asemeja a las de los dialectos occidentales o balcánicos. Estas inflexiones incluyen [ʲa] en todas las posiciones, ([æ]) en todas las posiciones, [ʲa] antes de una sílaba dura, y ([æ]) antes de una sílaba blanda, ([æ]) en una sílaba acentuada, y «e» normal en una sílaba no acentuada, etcétera.